# Gerbillus occiduus
Gerbillus occiduus är en däggdjursart som beskrevs av Lay 1975. Gerbillus occiduus ingår i släktet Gerbillus och familjen råttdjur. IUCN kategoriserar arten globalt som otillräckligt studerad. Inga underarter finns listade i Catalogue of Life.
Denna ökenråtta förekommer i Marocko norr om Atlasbergen och fram till havet. Den lever främst i sanddyner med lite växtlighet.
Arten liknar Gerbillus tarabuli i utseende men Gerbillus occiduus har öron med mörka spetsar medan Gerbillus tarabuli har enfärgade öron. Dessutom saknar Gerbillus occiduus en vit fläck eller punkt bakom örat. Det finns en tydlig gräns mellan den orangebruna pälsen på ovansidan och den vita pälsen på undersidan. Vid svansens spets bildar längre hår en liten tofs. Individerna blir med svans 202 till 213 mm lång och svansens längd är 103 till 119 mm. Viktuppgifter saknas.
Individerna gräver sina underjordiska bon i skyddet av saltörter. Honor har upp till fem ungar per kull.